# تايسون ريتر
تايسون ريتر (بالإنجليزية: Tyson Ritter)‏ هو عازف قيثارة وموسيقي ومغن ومؤلف ومغني وعارض وكاتب أغاني وممثل أمريكي، ولد في 24 أبريل 1984 في الولايات المتحدة.

## أعمال

### أفلام
- (2008) ذي هاوس باني[5]
- (2014) حب ورحمة[6]

### مسلسلات
- الواعظ
- هاوس

## وصلات خارجية
- تايسون ريتر على موقع IMDb (الإنجليزية)
- تايسون ريتر على موقع ألو سيني (الفرنسية)
- تايسون ريتر على موقع ميوزك برينز (الإنجليزية)
- تايسون ريتر على موقع أول موفي (الإنجليزية)
- تايسون ريتر على موقع إن إن دي بي (الإنجليزية)
- تايسون ريتر على موقع أول ميوزيك (الإنجليزية)
- تايسون ريتر على موقع ديسكوغز (الإنجليزية)
- تايسون ريتر على موقع قاعدة بيانات الفيلم (الإنجليزية)
- تايسون ريتر على موقع كينوبويسك (الروسية)